# Raymond Ken’ichi Tanaka
Raymond Ken’ichi Tanaka (jap. ライムンド 田中 健一, Raimundo Tanaka Ken’ichi; * 31. August 1927 in Uwajima; † 29. Juli 2021 ebenda) war ein japanischer Geistlicher und römisch-katholischer Bischof von Kyōto.

## Leben
Raymond Ken’ichi Tanaka empfing am 21. Dezember 1951 die Priesterweihe.
Papst Paul VI. ernannte ihn am 8. Juli 1976 zum Bischof von Kyōto. Der Erzbischof von Osaka, Paul Yoshigoro Kardinal Taguchi, spendete ihm am 23. September desselben Jahres die Bischofsweihe. Mitkonsekratoren waren Paul Yoshiyuki Furuya, emeritierter Bischof von Kyōto, und Franciscus Xaverius Eikichi Tanaka, Bischof von Takamatsu.
Am 3. März 1997 nahm Johannes Paul II. seinen vorzeitigen Rücktritt an.